# Bouenguidi Sport
El Bouenguidi Sport es un equipo de fútbol de Gabón que juega en la Primera División de Gabón, la primera categoría nacional.

## Historia
Fue fundado en la ciudad de Koualamoutou y a partir de la temporada 2016/17 comenzó con una racha de títulos que lo llevaron a tres ascensos en cuatro años.
En su primera temporada sorprendieron al país con cinco victorias en sus primeros seis, con lo que se ganaron el sobrenombre de la bella anomalía gabonesa, pero la temporada fue cancelada por la pandemia de Covid-19.
Clasificó a la Liga de Campeones de la CAF 2020-21 donde fue eliminado en la primera ronda por el histórico TP Mazembe de República Democrática del Congo.

## Palmarés
- Segunda División de Gabón: 1

2018/19
- Tercera División de Gabón - Zona Ogooué Lolo: 2

2016/17, 2017/18
- Copa de Ogooué Lolo: 1

2017/18
- Torneo Nacional Gabon Oil: 1

2018

## Participación en competiciones de la CAF
| Temporada | Torneo                       | Ronda      | Club              | Casa | Visita | Global |
| --------- | ---------------------------- | ---------- | ----------------- | ---- | ------ | ------ |
| 2020/21   | Liga de Campeones de la CAF  | Preliminar | Forest Rangers FC | 2-0  | 0-0    | 2-0    |
| 2020/21   | Liga de Campeones de la CAF  | 1          | TP Mazembe        | 1-2  | 1-2    | 2-4    |
| 2020/21   | Copa Confederación de la CAF | Playoff    | Salitas FC        | 1-0  | 1-3    | 2-3    |
| 2021/22   | Liga de Campeones de la CAF  | 1          | AS Maniema Union  | 1-1  | 0-2    | 1-3    |